# Efoulan (Minta)
Pour les articles homonymes, voir Efoulan (homonymie).
Efoulan ou Efoulane est un village de la région du Centre du Cameroun. Il est localisé dans l'arrondissement (commune) de Minta, département de la Haute-Sanaga. On y accède par la piste rurale qui lie Yaoundé à Bertoua.

## Population et société
En 1963, la population de Efoulan était de 311 habitants. Efoulan comptait 125 habitants lors du dernier recensement de 2005. La population est constituée pour l’essentiel de Badjia. 